# Dumitru Caraciobanu
Dumitru Caraciobanu (în rusă Думитру Савельевич Карачобану; n. 22 aprilie 1937, Satu-Nou, județul Cahul - d. 14 noiembrie 1980, Chișinău) a fost un actor de teatru și film din RSS Moldovenească.

## Biografie
Dumitru Caraciobanu s-a născut la data de 22 aprilie 1937, în satul Satu-Nou din județul Ismail, Regatul României (astăzi în raionul Reni, Ucraina), în Delta Dunării. A urmat studii de teatru și film la Școala teatrală "Boris Șciukin" din Moscova (1955-1960), fiind coleg de promoție cu actorii moldoveni Ion Șcurea și Ecaterina Malcoci.
După absolvirea Școlii de teatru de la Moscova, a fost angajat în anul 1960 ca actor la Teatrul "Luceafărul" din Chișinău, unde s-a afirmat din primii ani, fiind considerat unul din cei mai talentați actori ai scenei.
În paralel cu activitatea teatrală, Dumitru Caraciobanu a debutat în anul 1961 ca actor de film la studioul cinematografic "Moldova-film" în filmul "Omul merge după soare". A avut parte de roluri principale cum ar fi: Fane Felinar (Așteptați-ne în zori), Turculete (Poienele roșii), Preda (Lăutarii), Mahmud-bei (La porțile satanei) ș.a. A fost un actor foarte popular în anii '60-'70 datorită rolurilor interpretate în filme. 
Dumitru Caraciobanu a trăit o poveste de dragoste cu actrița moldoveancă Ecaterina Malcoci , dar nu s-a căsătorit cu ea.
Dumitru Caraciobanu a încetat din viață la data de 14 noiembrie 1980, în municipiul Chișinău, la vârsta de numai 43 ani și a fost înmormântat în cimitirul din satul său natal, potrivit dorinței sale testamentare. La funeraliile sale, actorul și regizorul Ion Șcurea remarca faptul că Dumitru Caraciobanu "a fost cel mai aplaudat dintre noi toți".
Numele său îl poartă astăzi o stradă din sectorul Buiucani din Chișinău. Placa comemorativă „Dumitru Caraciobanu, actor” se găsește pe adresa bd. Constantin Negruzzi 10 din orașul Chișinău.
La 30 iunie 1994, la 57 de ani de la nașterea sa, Poșta Moldovei a emis un timbru cu chipul actorului.

## Distincții
- Artist Emerit din Moldova (1967)
- Laureat al Premiului de Stat al Moldovei (1978)[3]

## Filmografie

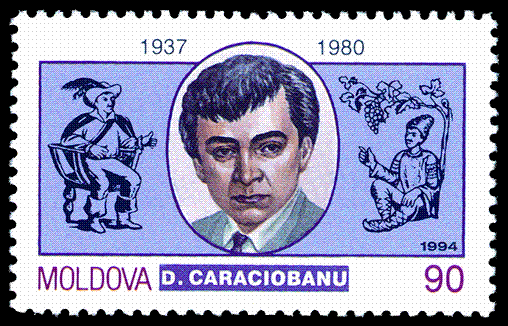
Portretul lui Dumitru Caraciobanu pe un timbru din Republica Moldova (1994).

- Omul merge după soare (episod, 1961)
- Leacuri amare (1962) - Păcală
- Așteptați-ne în zori (1963) - Fane Felinar
- Ultima noapte în rai (1964) - Sava
- Bariera (s/m, 1965)
- Poienele roșii (1966) - Turculete
- Viforul roșu (1971) - Foca Turculeț
- Lăutarii (1971) - Preda
- Crestături spre amintire (episod, 1972)
- Durata zilei (1974) - Ciorbă
- Furtuni de toamnă (1974) - Zaim
- Mânia (1974) - Falcă
- Vreau să cânt (1974) - tatăl
- Calul, pușca și nevasta (1975) - Ocheșel
- Povestea lui Făt-Frumos (1977)
- Agent al serviciului secret (1978)
- Țiganul (1979) - miniserial de televiziune
- Eu vreau să cânt (1979)
- La porțile satanei (1980) - Mahmud-bei